# نظريات المؤامرة اليسوعية

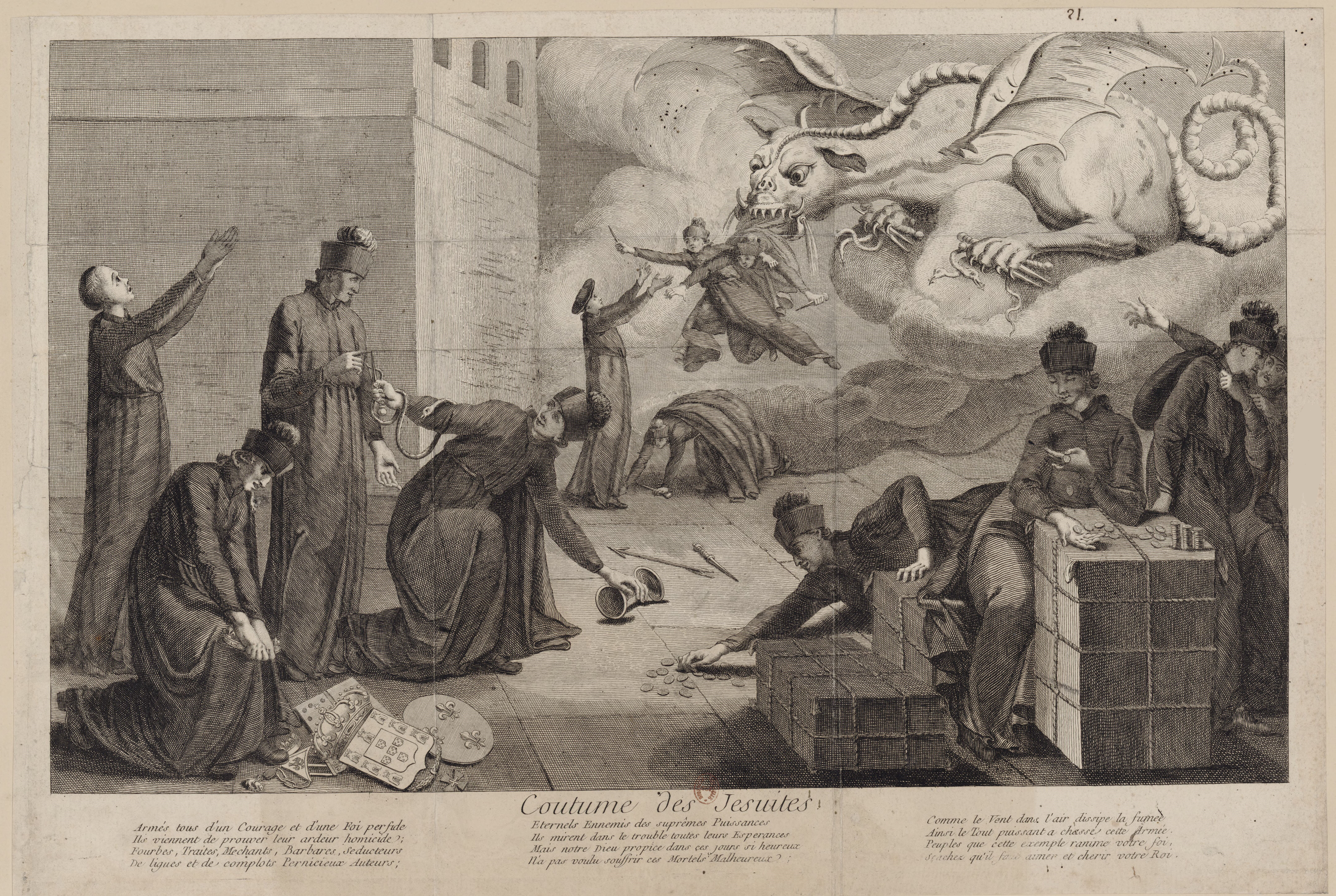
رسم كاريكاتوري مناهض لليسوعيين يحتفل بطرد جمعية يسوع من مملكة فرنسا. طباعة، باريس، المكتبة الوطنية الفرنسية، 1762.

نظريات المؤامرة اليسوعية هي نظريات مؤامرة حول أعضاء جمعية اليسوعيين، وهي منظمة دينية في الكنيسة الكاثوليكية. بدأت مثل هذه النظريات في الظهور في وقت مبكر من عام 1550، بعد عشر سنوات فقط من تأسيس اليسوعيين. وكثيرًا ما اتهمهم أعداؤهم بسبب النفوذ الفكري والسياسي الذي مارسته جمعية اليسوعيين ضد الآخرين.

## التاريخ
أقدم نظرية مؤامرة اليسوعيين مسجلة هي من راهب أوغسطيني، جورج براون، الذي صاح من المنبر أمام حشد في عام 1551 بنظرية المؤامرة التالية:
ولكن هناك جماعة جديدة نشأت مؤخرًا تطلق على نفسها اسم اليسوعيين، والتي ستخدع الكثيرين، الذين يتبعون أسلوب الكتبة والفريسيين. وسوف يجتهدون بين اليهود لإلغاء الحقيقة، وسوف يقتربون جدًا من القيام بذلك. لأن هؤلاء الصنف سوف يتحولون إلى أشكال عديدة؛ مع الوثنيين الوثنيين، والملحدين الملحدين، واليهوديين اليهود، والمصلحين الإصلاحيين، عمدًا لمعرفة نواياكم وعقولكم وقلوبكم وميولكم، وبالتالي جعلكم في النهاية مثل الأحمق الذي قال في قلبه أنه لا يوجد إله. سينتشر هؤلاء في جميع أنحاء العالم، سيتم قبولهم في مجالس الأمراء، ولن يصبحوا أكثر حكمة، ساحرًا منهم، نعم، سيكشفون عن قلوبهم والأسرار الموجودة فيها، ومع ذلك لا يدركونها؛ وهذا سيحدث من السقوط عن شريعة الله، بإهمال تنفيذ شريعة الله، والغمز من خطاياهم؛ ومع ذلك في النهاية [...] سيصبحون بغيضين لجميع الأمم: بحيث يصبحون في النهاية أسوأ من اليهود، ولا مكان لهم على الأرض؛ وحينئذ سيكون لليهودي حظوة أكبر من اليسوعي.
بعد أقل من عقد من الزمان، ظهرت تشهير آخر واسع الانتشار ضد الجمعية. صرح الدومينيكاني المتحمس ميلكور كانو، الذي نشر رسالة قبل يومين من وفاته، بما يلي:
اللهم لا تجعلني أتعرض لما يحكى عن كاساندرا، التي ألقي القبض عليها وأحرقت. إذا استمر أعضاء الجمعية كما بدأوا، اللهم اجعل الوقت لا يأتي عندما يرغب الملوك في مقاومتهم، ولكنهم لن يمتلكوا الوسائل للقيام بذلك.
لاحقًا، تم دعم هذه الادعاءات بالأدلة الموجودة في Monita secreta، وهي وثيقة توضح تفاصيل كيف استخدم أعضاء الجمعية الجدد طرقًا غير مشروعة للحصول على السيادة الدنيوية والروحية على الجميع. نشرت هذه الورقة لأول مرة في كراكوف، عام 1612، وحررها ونشرها اليسوعي السابق جيروم زاهوروفسكي. لقد زعم أن هذا الكتاب كتبه الرئيس العام اليسوعي كلاوديو أكوافيفا، الذي كان مساعده الإقليمي ومرشده، بول هوفايوس، اليسوعي، قد جلب فضيحة أيضًا إلى الجمعية كزائر لمقاطعة ألمانيا العليا للجمعية في عام 1596، عندما كتب التقرير التالي المناهض لليسوعيين إلى الكلية اليسوعية في إنجولشتات:
من المؤسف أن العديد من التدابير الاحترازية المفيدة لا تراعى دائمًا، أو يتم مراعاتها بإهمال شديد. تتم الولائم والزيارات المتكررة للإناث العازبات في مساكنهن دون ضرورة. تعقد لقاءات في الكنيسة لإجراء محادثات طويلة مع النساء، وهناك اعترافات طويلة بشكل فاضح للنساء، حتى أولئك اللاتي يعترفن كثيرًا. يتم الاستماع إلى اعترافات النساء المريضات في منازلهن دون وجود رفيق يمكنه رؤية المعترف والتائب. في كثير من الأحيان، نعم، في كثير من الأحيان، يسود التقارب بين شخصين دون أي أثر للقمع الصارم من جانب المعترف. أخشى أن يتم تبادل الكلمات الحلوة والممتعة، والتي تشوبها الشهوة الجسدية والمشاعر الجسدية. إن الأحداث غير السارة، التي تؤدي إلى الردة والطرد من الجمعية، تعلمنا ما هي الشرور العظيمة التي تسببها مثل هذه التجاوزات في حالة المعترفين. ألا يجب أن يكون هناك انحراف غريب في الفكر والقلب عندما يجرؤ المعترفون بطريقة حرة وغير محرجة، ودون خوف من الخجل، على قضاء ساعات طويلة في المزاح مع النساء أمام أعين العالم المنتقدة، وكأنهم هم أنفسهم والتائبين ليسوا في أي خطر من مثل هذا الجماع غير المقيد؟ من المعروف ووصل أيضًا إلى آذان الأمراء أن المعترفين من بين رهباني تورطوا في مثل هذه الأمثلة الشيطانية للرذيلة، وارتدوا أو طردوا من الجمعية باعتبارهم إزعاجًا شريرًا.
جلب الإصلاح البروتستانتي، والإصلاح الإنجليزي، وعصر التنوير لاحقًا شكوكًا جديدة ضد اليسوعيين. اتهموا بدعم المذهب الألترامونتاني، والتسلل إلى المجالات السياسية والكنائس غير الكاثوليكية. في إنجلترا، كان الانتماء إلى اليسوعيين محظورًا، تحت عقوبات شديدة، بما في ذلك عقوبة الإعدام. زعم عمل عام 1689، الثعالب ومشعلو الحرائق لروبرت وير (تم الكشف عنه لاحقًا على أنه مزور)، أن اليسوعيين أقسموا يمينًا سريًا ينص على:
أعد وأعلن أيضًا أنني سأشن، عندما تتاح لي الفرصة، حربًا لا هوادة فيها، سرًا وعلنًا، ضد جميع الهراطقة والبروتستانت والماسونيين، كما أمرت بفعل ذلك، لاستئصالهم من على وجه الأرض بأكملها؛ وأنني لن أرحم أي عمر أو جنس أو حالة، وأنني سأشنق وأحرق وأهدر وأغلي وأسلخ وأخنق وأدفن هؤلاء الهراطقة سيئيي السمعة أحياء؛ وسأمزق بطون وأرحام نسائهم، وأسحق رؤوس أطفالهم على الجدران من أجل إبادة جنسهم البغيض. وعندما لا يمكن القيام بذلك علانية، فسوف أستخدم سرًا الكأس السامة، أو حبل الخنق، أو فولاذ الخنجر، أو الرصاصة الرصاصية، بغض النظر عن شرف أو رتبة أو كرامة أو سلطة الأشخاص، مهما كانت حالتهم في الحياة، سواء كانت عامة أو خاصة، كما قد يطلب مني في أي وقت أن أفعل ذلك من قبل أي من وكلاء البابا أو رئيس جماعة الأب الأقدس لجمعية اليسوعيين. تأكيدًا على ذلك، أكرس حياتي وروحي وكل قوتي الجسدية، وبالخنجر الذي أتلقاه الآن سأكتب اسمي بدمي شهادة على ذلك؛ وإذا ثبت كذبي أو ضعفت في عزيمتي، فليقطع إخوتي وزملائي الجنود من ميليشيا البابا يدي وقدمي وحنجرتي من الأذن إلى الأذن، وليفتح بطني ويحرق الكبريت فيه بكل العقوبة التي يمكن أن تنزل بي على الأرض، وستعذب الشياطين روحي في الجحيم الأبدي إلى الأبد.
اليسوعيون هو المصطلح الذي صاغه معارضوهم للممارسات التي يتبعها اليسوعيون في خدمة الإصلاح المضاد.
تتعلق نظريات المؤامرة والانتقادات الأخرى بدور اليسوعيين في استعمار العالم الجديد، وتورطهم مع الشعوب الأصلية. يزعم البعض أن اليسوعيين، من خلال تنازلاتهم (تخفيض مطالبهم)، ربما ساهموا طواعية في استيعاب الأمم الأصلية، حتى أنهم اتهموا الجمعية بإرشادهم إلى حرب العصابات. من ناحية أخرى، كان الحكام والمستعمرون الكاثوليك يكرهون اليسوعيين، الذين رأوا في تنازلاتهم، التي قطعت الاتصال بالمسيحيين الأوروبيين، تخريبًا وتهديدًا للنظام الجيد، وفي بعض الأحيان كانوا يؤمنون بأسوأ الاتهامات الموجهة إلى الجمعية. كان إتيان فرانسوا، وزير خارجية فرنسا، الذي كان له تأثير قوي على فرنسا، وحتى على استراتيجية إسبانيا العالمية، يعتقد اعتقادًا راسخًا أن الجمعية كانت حكومة ظل، معتقدًا أن الجمعية كانت متورطة وقادرة على التأثير على كل شيء. ساهمت هذه الآراء العدائية بشكل كبير في الحملة ضد اليسوعيين (التي أسفرت عن قمع جمعية اليسوعيين من قبل البابا كليمنت الرابع عشر في عام 1773)، لدرجة أن المؤرخ هاميش سكوت حدد إتيان باعتباره المدمر الحقيقي للنظام اليسوعي، وليس العدو اللدود المزعوم للجمعية، ملك إسبانيا تشارلز الثالث.